# Cục Điều tra Hiện tượng Không trung Bất thường
Cục Điều tra Hiện tượng Không trung Bất thường (tiếng Anh: Department of Investigation of Anomalous Aerial Phenomena), viết tắt DIFAA, là một cơ quan trực thuộc Không quân Peru chuyên điều tra hiện tượng kỳ lạ trên không có liên quan tới UFO.
DIFAA được thành lập lần đầu tiên vào năm 2001 rồi về sau bị đóng cửa vào năm 2008 do "các vấn đề hành chính". Năm 2013, do thường xuyên nhìn thấy UFO, Không quân Peru đã khởi động lại cơ quan này, tập hợp chuyên gia đến từ đủ mọi tầng lớp xã hội như nhà xã hội học, nhà khảo cổ học, nhà thiên văn học và nhân viên không quân để phân tích những trường hợp chứng kiến UFO. Các cơ quan tương tự cũng đã được thành lập ở các nước xung quanh Peru như Brasil, Argentina và Chile.